# À toute allure (film, 2024)
Pour plus de détails, voir Fiche technique et Distribution.
Pour les articles homonymes, voir À toute allure.
À toute allure est un film français réalisé par Lucas Bernard, sorti en 2024.

## Synopsis
Au hasard d'une escale, entre Marco, chef de cabine dans une compagnie aérienne, et Marianne, commandant en second du sous-marin nucléaire d'attaque Le Fringant, c'est le coup de foudre... Marco embarque clandestinement dans le sous-marin.

## Fiche technique
- Titre : À toute allure
- Réalisation : Lucas Bernard
- Scénario : Lucas Bernard
- Photographie : Alexandre Leglise
- Pays de production :  France
- Genre : comédie romantique
- Durée : 86 minutes
- Date de sortie : France - 6 novembre 2024[1]
- Budget : 10 850 000 €[2]
- Musique du générique : Le coup de Soleil de Jean-Paul Dréau, interprété par Marie Demaison et Mike Guermyet [3]

## Distribution
- Pio Marmaï : Marco Mariani
- Eye Haïdara : Marianne Dartivel
- José Garcia : le capitaine de frégate Benazech
- Victor Pontecorvo : Fred Le Guénédal
- Frédéric Maranber : Gueguen, le cuisinier
- Flore Babled : Priscilla
- Pauline Huruguen : Soizic, la femme de Fred
- Ewens Abid : Pouliquen, sous-officier
- Paul Balent : Manach, sous-officier
- Arthur Choisnet : Gourmelen, sous-officier
- Tobias Nuytten : Troadec, sous-officier
- Paul Zinga : Caradec, sous-marinier
- Igor Kovalsky : Loïc, sous-marinier
- Nicolas Lancelin : Caroff, sous-marinier
- Calixte Broisin-Doutaz : Le Goff, sous-marinier
- Sava Lolov : Bastien, membre du contre-espionnage
- Louis Cristiani : Régis, membre du contre-espionnage
- Anne Loiret : Christine, passagère de la première classe
- Florence Huige : Hildegarde, passagère de la première classe

## Tournage
Les scènes à l'intérieur du sous-marin sont en grande partie tournées au sein du Maillé-Brézé, ancien escorteur d'escadre de la Marine nationale devenu musée naval.
La scène finale est tournée dans le quartier du Petit Maroc à Saint-Nazaire.

## Incohérences
Marianne est appelée « lieutenant » alors qu'elle arbore les quatre galons de capitaine de corvette, dont l'appellation correcte est « commandant ».